# Qazim Laçi
Qazim Laçi (Peshkopi, 19 de enero de 1996) es un futbolista albanés que juega en la demarcación de centrocampista para el Çaykur Rizespor de la Superliga de Turquía.

## Selección nacional
Su primera llamada para la selección de Albania se produjo con el equipo sub-19 para jugar un partido amistoso ante la selección de fútbol sub-20 de Kosovo, donde el resultado del partido fue de 3-1 y anotó el tercer gol.
Tras jugar con la selección de fútbol sub-17 de Albania, la sub-19 y la sub-21, finalmente debutó el 7 de septiembre de 2020 con la selección absoluta en el encuentro de la Liga de Naciones de la UEFA ante Lituania que terminó con derrota por 0-1 tra el gol de Donatas Kazlauskas.

### Participaciones en Eurocopas
| Copa          | Sede     | Resultado    | Partidos | Goles |
| ------------- | -------- | ------------ | -------- | ----- |
| Eurocopa 2024 | Alemania | Primera fase | 3        | 1     |

## Clubes
| Club               | País            | Año       | Partidos | Goles |
| ------------------ | --------------- | --------- | -------- | ----- |
| Olympiacos F. C.   | Grecia          | 2015-2016 | 1        | 0     |
| APOEL F. C.        | Chipre          | 2016      | 0        | 0     |
| Levadiakos F. C.   | Grecia          | 2017      | 11       | 0     |
| A. C. Ajaccio      | Francia         | 2017-2022 | 158      | 11    |
| A. C. Sparta Praga | República Checa | 2023-2025 | 113      | 6     |
| Çaykur Rizespor    | Turquía         | 2025-     |          |       |

## Palmarés

### Campeonatos nacionales
| Título                               | Club               | País            | Año  |
| ------------------------------------ | ------------------ | --------------- | ---- |
| Superliga de Grecia                  | Olympiacos F. C.   | Grecia          | 2016 |
| Liga de Fútbol de la República Checa | A. C. Sparta Praga | República Checa | 2023 |
| Liga de Fútbol de la República Checa | A. C. Sparta Praga | República Checa | 2024 |
| Copa de la República Checa           | A. C. Sparta Praga | República Checa | 2024 |